# Championnat du Gabon de football 2009-2010
Navigation
Saison précédente Saison suivante
La saison 2009-2010 du Championnat du Gabon de football est la trente-quatrième édition du championnat de première division gabonaise, le Championnat National. Il se déroule sous la forme d’une poule unique avec quatorze formations, qui s’affrontent à deux reprises, à domicile et à l’extérieur. En fin de saison, les deux derniers du classement sont relégués et remplacés par les deux meilleurs clubs de deuxième division.
C’est l'US Bitam qui est sacrée cette saison après avoir terminé en tête du classement, avec quatre points d’avance sur l'AS Mangasport et sept sur Missile FC. Il s’agit du second titre de champion du Gabon de l’histoire du club, qui réussit le doublé en s’imposant en finale de la Coupe du Gabon face au Missile FC.

## Les clubs participants
| - FC 105 Libreville - AS Mangasport - En Avant Estuaire FC - AS Stade Mandji - SOGEA FC - Missile FC - VAC de Moulia - Promu de D2 | - Cercle Mbéri Sportif - AS Pélican - Stade Nynois - Promu de D2 - USM Libreville - ASC Mounana - US Bitam - US Oyem |

## Compétition

### Classement
| Rang | Équipe               | Pts | J  | G  | N  | P  | Bp | Bc | Diff |
| ---- | -------------------- | --- | -- | -- | -- | -- | -- | -- | ---- |
| 1    | US BitamC            | 60  | 26 | 18 | 6  | 2  | 47 | 19 | +28  |
| 2    | AS Mangasport        | 56  | 26 | 15 | 11 | 0  | 58 | 14 | +44  |
| 3    | Missile FC           | 53  | 26 | 15 | 8  | 3  | 53 | 25 | +28  |
| 4    | Cercle Mbéri Sportif | 40  | 26 | 11 | 7  | 8  | 29 | 23 | +6   |
| 5    | AS Pélican           | 39  | 26 | 11 | 6  | 9  | 32 | 25 | +7   |
| 6    | SOGEA FC             | 36  | 26 | 9  | 9  | 8  | 40 | 32 | +8   |
| 7    | USM Libreville       | 32  | 26 | 8  | 8  | 10 | 31 | 36 | -5   |
| 8    | AS Stade MandjiT     | 31  | 26 | 8  | 7  | 11 | 23 | 22 | +1   |
| 9    | VAC de MouliaP       | 29  | 26 | 7  | 8  | 11 | 23 | 30 | -7   |
| 10   | US Oyem              | 27  | 26 | 6  | 9  | 11 | 22 | 33 | -11  |
| 11   | FC 105 Libreville    | 27  | 26 | 6  | 9  | 11 | 21 | 36 | -15  |
| 12   | En Avant Estuaire FC | 26  | 26 | 6  | 8  | 12 | 30 | 51 | -21  |
| 13   | ASC Mounana          | 24  | 26 | 6  | 6  | 14 | 18 | 46 | -28  |
| 14   | Stade NynoisP        | 12  | 26 | 2  | 6  | 18 | 20 | 55 | -35  |

|  | Qualification pour la Ligue des champions de la CAF 2011               |
|  | Qualification pour la Coupe de la confédération 2011                   |
|  | Relégation en deuxième division                                        |
|  | T : Tenant du titre C : Vainqueur de la Coupe du Gabon P : Promu de D2 |

## Bilan de la saison
| Championnat du Gabon de football 2009-2010                        |                     |
| Champion                                                          | US Bitam (2e titre) |
| Coupes et trophées                                                |                     |
| Vainqueur de la Coupe du Gabon 2009-2010                          | US Bitam            |
| Qualifications continentales                                      |                     |
| Ligue des champions de la CAF 2011                                | US Bitam            |
| Coupe de la confédération 2011                                    | Missile FC          |
| Promotions et relégations                                         |                     |
| Promus en Championnat National                                    | FC Sapins           |
| Promus en Championnat National                                    | CF Mounana          |
| Relégués en Championnat du Gabon de football de deuxième division | ASC Mounana         |
| Relégués en Championnat du Gabon de football de deuxième division | Stade Nynois        |